# Mary McGee
Mary McGee (Juneau (Alaska), 12 december 1936 – Gardnerville (Nevada), 27 november 2024) was een Amerikaans coureur. Ze was de eerste vrouw in de Verenigde Staten die deelnam aan wegrace- en motorcrosswedstrijden en wordt gezien als een pionier van de vrouwelijke motorsport.
McGee begon haar carrière als autosportcoureur in 1957 en was van 1960 tot 1976 actief op de motorfiets en crossmotor. Van 2000 tot 2012 nam ze deel aan vintage-motorcrosswedstrijden, ook heeft ze zich hard gemaakt voor vrouwen die sportief of recreatief interesse hadden in de motorfietssport. McGee reed haar laatste race in 2012.

## Levensloop
McGee werd geboren op 12 december 1936 in Juneau in de Amerikaanse staat Alaska. Ze verhuisde door de mogelijke dreiging van een Japanse invasie tijdens de Tweede Wereldoorlog naar Iowa om met haar grootouders samen te wonen. In 1944 verhuisde de familie naar de stad Phoenix in de staat Arizona. Hier ontmoette ze haar man, de monteur Don McGee.
Don introduceerde haar na hun huwelijk in 1956 tot de autosport en vervolgens de motorfietssport. Met een lichaamslengte van 1,8 meter omschreef de verlegen en slank-gebouwde Mary McGee haarzelf als "snel ter been, snel met mijn hersenen, zelfbewust en wantrouwend", maar dat gebrek aan vertrouwen was niet zichtbaar op het circuit.

### Autosport

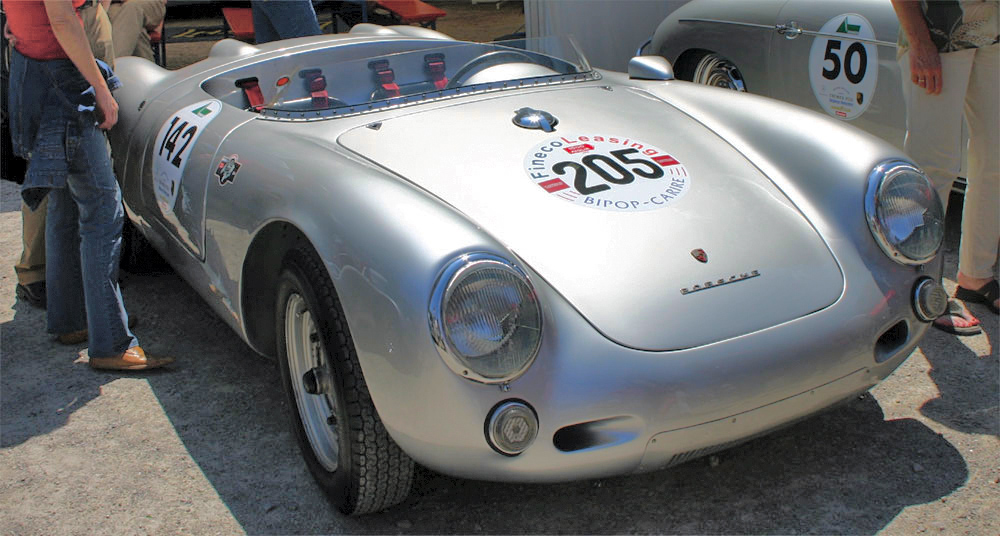
McGee heeft deelgenomen aan races in diverse auto's, zoals de Porsche 550 Spyder.

In december 1957 kwam McGee voor het eerst in aanraking met raceauto's bij de Sports Car Club of America, waar ze de beschikking kreeg over een Mercedes-Benz 300SL. Ze won hiermee consistent haar wedstrijden, waardoor ook de media geïnteresseerd werd. Een artikel van het Amerikaanse tijdschrift Motor Trend in januari 1962 opende met "Huisvrouwen komen in opstand!" en sloot af met "Dus dames, als je je verveelt op de snelweg door alle file's: geef niet op. Koop een motorfiets en doe mee met Mary McGee.". Tot aan de zomer van 1964 nam McGee deel aan autosportwedstrijden.

### Motorfietssport
McGee kocht haar eerste motorfiets, een 200cc Triumph Tiger Cub uit 1956, in 1957 over van een van haar vrienden. De Tiger Cub kende startproblemen waardoor ze deze al snel inruilde voor een Honda C 110, welke ze ook gebruikte voor haar woon-werkverkeer naar haar baan als onderdelenbeheerder bij Flint British Motors. 
Tijdens een rit in een Porsche 550 in de Californische plaats Santa Barbara in 1960 vroeg de eigenaar van de auto, Tsjechisch autocoureur, -verkoper en -verzamelaar Vasek Polak, zich af of motorfietswedstrijden niet iets waren voor McGee. Volgens hem was dit goed om haar autosport-vaardigheden te verbeteren. McGee gaf antwoord op deze vraag met "oké, waarom niet?".
Een vrouwelijke motorcoureur was een nieuw fenomeen in de Verenigde Staten. McGee was bij de organisatie, de American Federation of Motorcyclists (AFM), door haar autoprestaties al bekend. Echter wou de AFM er zeker van zijn dat McGee ook op twee wielen kon presteren door middel van een testsessie. De AFM was onder de indruk na deze testsessie en McGee was hierdoor in de Verenigde Staten de eerste vrouw die deel nam aan een wegrace en in het bezit was van een FIM-licentie. Ze reed haar eerste races op een 125cc Honda C 92 waarbij ze een roze polkadothelm droeg.
McGee was actief op motorfietsen van 1960 tot 1963. Ze stopte omdat er reglementswijzigingen voor vrouwelijke deelnemers op komst waren, ondanks dat ze nog steeds de enige vrouwelijke coureur was. De regels werden uiteindelijk niet aangepast.

### Motorcross
In 1963, op een oudjaarsfeest voor auto- en motorfietscoureurs, sprak een vriend van McGee, acteur Steve McQueen, haar aan met "McGee, je moet eens van die motorfiets voor mietjes afstappen en naar de woestijn komen.". Autocoureur en stuntman Bobby Harris werd vervolgens haar mentor.
Later in het jaar nam ze deel aan haar eerste woestijnwedstrijd: een endurorace in Jawbone Canyon, gelegen in de Mojavewoestijn van Californië. Ze nam hieraan deel samen met Bob Drake, Bobby Harris en Al Tinker die de beschikking hadden over een 650cc Triumph. McGee reed de wedstrijd op een 250cc Honda CL 72 Scrambler uit 1962. Haar mannelijke partners beloofden aan haar dat het een makkelijke wedstrijd ging worden, McGee was echter vermoeid en had het koud door de vallende sneeuw.
Sinds 1967 nam McGee deel aan woestijnraces in de Mexicaanse staat Baja California, een jaar later was ze de eerste vrouwelijke deelnemer die de Baja 1000 uitreed. Het hoogtepunt was haar solo-overwinning in de Baja 500-wedstrijd van 1975, waarbij ze zeventien mannelijke duo's versloeg met een 250cc Husqvarna-motorfiets. McGee gaf later aan dat dit de zwaarste uitdaging in haar leven was.
Het was een erg dorre omgeving, er was geen elektriciteit, geen dokters, geen telefoon. Ik had Percodan mee omdat je anders bij verwondingen naar iemand met een auto moet rijden om vervolgens een kliniek in Ensenada of La Paz te bezoeken of terug naar de Verenigde Staten te reizen. Gelukkig heb ik het middel nooit hoeven te gebruiken, wel ben ik meerdere keren gevallen.— Mary McGee, 2015
McGee beindigde haar motorcrosscarrière in 1976. In 2000, na een verhuizing naar Noord-Nevada, kwam McGee in aanraking met oude motorfietsvrienden. Hierna kocht ze een 250cc Husqvarna-motorfiets uit 1974 waarmee ze ging deelnemen aan vintage-wedstrijden, eerst in de ouder dan 60-leeftijdsklasse en vervolgens ook in de klasse voor ouder dan 70.

### Na de gemotoriseerde sport
Oude blessures en artritis zorgden ervoor dat McGee in 2012 definitief stopte met het rijden van motorfietsen.
In 2012 werd McGee in Monte Carlo (Monaco) uitgeroepen tot FIM Women Legend, wat ook haar eerste reis naar Europa was. In 2018 werd ze opgenomen in de Motorcycle Hall of Fame van de American Motorcyclist Association.
Het leven van McGee is hoofdonderwerp van de ESPN-documentaire Motorcycle Mary uit 2024, geregisseerd door cinematograaf Haley Watson en geproduceerd door Formule 1-coureur Lewis Hamilton en tweemalig Oscar-winnaar Ben Proudfoot. Een interview met McGee door Martin Brundle tijdens de opbouw naar de Grand Prix Formule 1 van Canada 2024 werd uitgelicht in de pers en op sociale media.
McGee overleed op 27 november 2024 op 87-jarige leeftijd.